# Box of Moonlight
Pour plus de détails, voir Fiche technique et Distribution.
Box of Moonlight est un film américain réalisé par Tom DiCillo, sorti en 1996.

## Synopsis
Al Fountain (John Turturro), ingénieur en électricité, est un homme calme, organisé, responsable, qui pense avoir réussi tant sa vie professionnelle que familiale. Parti superviser une usine en construction loin de chez lui, au fin fond du Tennessee, il reçoit un ordre de sa direction annulant complètement le projet. Dégagé subitement de toute responsabilité, sans obligations d'aucune sorte, Al abandonne alors son comportement rigide et rationnel, il "taille la route", libre mais aussi sans repères pour la première fois de sa vie... La rencontre imprévue avec un jeune homme en habit de Davy Crockett, le Kid (Sam Rockwell), fera tout basculer. 

## Fiche technique
- Titre : Box of Moonlight
- Producteurs : Thomas A. Bliss (en) et Marcus Viscidi
- Coproducteurs : Taylor MacCrae et Meredith Zamsky
- Producteurs associés : Michael D. Aglion et Richard Y. Kim
- Producteurs exécutifs : Michael Mendelsohn, Tom Rosenberg, Steven Sherman et Sigurjon Sighvatsson
- Musique : Jim Farmer
- Directeur de la photographie : Paul Ryan
- Montage : Camilla Toniolo
- Distribution des rôles : Marcia Shulman
- Création des décors : Thérèse DePrez
- Direction artistique : Steve Brennan
- Décorateur de plateau : Nick Evans
- Création des costumes : Ellen Lutter
- Date de sortie :

## Distribution
- John Turturro (V. F. : Vincent Violette) : Al Fountain
- Sam Rockwell (V. F. : Thierry Ragueneau) : le Kid
- Catherine Keener (V. F. : Déborah Perret) : Floatie Dupre
- Lisa Blount : Purlene Dupre
- Annie Corley (V. F. : Anne Deleuze) : Deb Fountain
- Alexander Goodwin : Bobby Fountain
- Dermot Mulroney : Wick